# Huangling (sockenhuvudort i Kina, Jiangxi Sheng, lat 29,80, long 116,57)
Huangling är en sockenhuvudort i Kina. Den ligger i provinsen Jiangxi, i den sydöstra delen av landet, omkring 140 kilometer nordost om provinshuvudstaden Nanchang. Antalet invånare är 16 916. Befolkningen består av 8 346 kvinnor och 8 570 män. Barn under 15 år utgör 21,0 %, vuxna 15-64 år 71 %, och äldre över 65 år 7,0 %.
Runt Huangling är det ganska tätbefolkat, med 207 invånare per kvadratkilometer. Närmaste större samhälle är Fuxing, 18,7 km nordväst om Huangling. I omgivningarna runt Huangling växer i huvudsak blandskog.
Genomsnittlig årsnederbörd är 2 323 millimeter. Den regnigaste månaden är maj, med i genomsnitt 364 mm nederbörd, och den torraste är oktober, med 68 mm nederbörd.